# تحت الياسمينة في الليل
تحت الياسمينة في الليل هي أغنية معروفة ألفها ولحنها الفنان  الليبى بشير فهمى فحيمة و غناها الفنان التونسي الهادي الجويني. وقد غناها أيضا كل من حسيبة رشدي ومحمد منير. 

## الأغنية
تحت الياسمينة في الليل ...نسمة والورد محاذيني
الأغصان عليا تــــميل ... تمسحلي في دمعة عيني
تحت الياسمينة اتكيت ... عدلت الـــعود وغنيت
وتناطر دمعي وبكيت ...تفكرتك كيف كنت تجيني
جنينة مزينها النوار ... فاحت من ريحت الأزهار
تفكرتك شعــــلت النار ... عملت لهليبة في قليبي
متوحش وحدي محتار ... لاڨمرة ولا حس أطيار
كان النسمة ع الأشجار ... توانس فيا وتواسـيني